# Celebrity Exposé
Celebrity Exposé é um reality show estadunidense exibido pela rede MyNetworkTV. Produzido pelos produtores de Access Hollywood, o programa segue o formato de um tablóide televisivo, mostrando a vida das celebridades longe das câmeras.